# Lilia Caritina Olvera Coronel
Lilia Caritina Olvera Coronel (31 de marzo de 1964) es una política mexicana, miembro del Partido Acción Nacional (PAN). Ha sido presidenta municipal de Nanacamilpa de Mariano Arista, Tlaxcala y fue diputada federal de 2021 a 2024.

## Biografía
Es licenciada en Lengua y Literatura Españolas egresada de la Universidad Autónoma de Tlaxcala, tiene un diplomado en Docencia Universitaria, y una maestría en Desarrollo de la Educación Básica por la Universidad Iberoamericana Puebla.
Laboró en la Secretaría de Educación Pública del estado de Tlaxcala, donde ocupó los cargos de secretaria sindical del Grupo II de la Comisión Mixta de Escalafón, coordinadora de turismo infantil y juvenil; y titular del departamento de incorporación, revalidación y equivalencia. 
En las elecciones de 2010 fue elegida diputada a la LX Legislatura del Congreso del Estado de Tlaxcala por el distrito 13 local, que ejercería de 2011 a 2014 y en la que fue integrante de la Junta de Coordinación y Concertación Política. Se separó de dicho cargo en 2013 para participar en las elecciones de dicho año como candidata del PAN y del Partido Alianza Ciudadana (PAC) a la presidencia municipal de Nanacamilpa de Mariano Arista. Trinfó en la elección, ejerciendo la titularidad del ayuntamiento del 1 de enero de 2014 al 31 de diciembre de 2016.
De 2018 a 2021 fue tesorera del comité estatal del PAN en Tlaxcala. En 2021 fue elegida diputada federal por el principio de representación proporcional a la LXV Legislatura que concluyó en 2024. En la Cámara de Diputados fue secretaria de la comisión de Educación; e integrante de las comisiones de Derechos de la Niñez y Adolescencia; y, de Turismo.